# Serguéi Klevchenia
Serguéi Konstantinóvich Klevchenia –en ruso, Сергей Константинович Клевченя– (Barnaúl, URSS, 21 de enero de 1971) es un deportista ruso que compitió en patinaje de velocidad sobre hielo. 
Participó en cuatro Juegos Olímpicos de Invierno, entre los años 1992 y 2002, obteniendo dos medalla en Lillehammer 1994, plata en 500 m y bronce en 1000 m.
Ganó tres medallas en el Campeonato Mundial de Patinaje de Velocidad sobre Hielo en Distancia Individual, en los años 1996 y 2001, y tres medallas en el Campeonato Mundial de Patinaje de Velocidad sobre Hielo en Distancia Corta entre los años 1994 y 1997.

## Palmarés internacional
| Juegos Olímpicos                           | Juegos Olímpicos                | Juegos Olímpicos  | Juegos Olímpicos      |
| Año                                        | Lugar                           | Medalla           | Prueba                |
| ------------------------------------------ | ------------------------------- | ----------------- | --------------------- |
| 1994                                       | Lillehammer (Noruega)           | Medalla de plata  | 500 m                 |
| 1994                                       | Lillehammer (Noruega)           | Medalla de bronce | 1000 m                |
| Campeonato Mundial en Distancia Individual |                                 |                   |                       |
| Año                                        | Lugar                           | Medalla           | Prueba                |
| 1996                                       | Hamar (Noruega)                 | Medalla de oro    | 1000 m                |
| 1996                                       | Hamar (Noruega)                 | Medalla de plata  | 500 m                 |
| 2001                                       | Salt Lake City (Estados Unidos) | Medalla de bronce | 1000 m                |
| Campeonato Mundial en Distancia Corta      |                                 |                   |                       |
| Año                                        | Lugar                           | Medalla           | Prueba                |
| 1994                                       | Calgary (Canadá)                | Medalla de plata  | Clasificación general |
| 1996                                       | Heerenveen (Países Bajos)       | Medalla de oro    | Clasificación general |
| 1997                                       | Hamar (Noruega)                 | Medalla de oro    | Clasificación general |